# أدولف غانون
أدولف غانون هو سياسي كندي، ولد في 20 مايو 1810، وتوفي في 28 أغسطس 1885 في بيه سان بول في كندا. نشط حزبياً في حزب كيبيك الليبرالي. وقد انتخب عضو الجمعية الوطنية في كيبك ‏.